# Espoo Expos
Espoo Expos est un club finlandais de baseball ayant remporté le championnat de Finlande de baseball de 2003 à 2015.
Fondé en 1991, il est basé au Parc sportif de Leppävaara à Espoo, la deuxième ville du pays.

## Palmarès
- Champion de Finlande : 2003, 2004, 2005, 2006, 2007, 2008, 2009, 2010, 2011, 2012, 2013, 2014 et 2015.